# Pavel Čistopolov
Pavel Anatol'evič Čistopolov (in russo Павел Анатольевич Чистополов?; Berëzovskij, 15 marzo 1984) è un allenatore di calcio a 5 ed ex giocatore di calcio a 5 russo.

## Carriera
Čistopolov ha legato buona parte della carriera al Sinara, in cui ha militato complessivamente per quindici stagioni. Con la squadra di Ekaterinburg ha vinto la Coppa UEFA 2007-08. A livello di nazionale, ha partecipato con la Russia a due edizioni del campionato europeo e una di Coppa del Mondo.

## Palmarès

### Giocatore

#### Club

##### Competizioni nazionali
- Campionato russo: 3
Sinara: 2008-09, 2009-10
Jugra: 2014-15
- Coppa di Russia: 2
Sinara: 2006-07
Jugra: 2011-12

##### Competizioni internazionali
- Coppa UEFA: 1
Sinara: 2007-08

### Allenatore

#### Club

##### Competizioni nazionali
- Coppa di Russia: 1
Sinara: 2022-23